# Sát thủ John Wick: Phần 4
John Wick: Chapter 4 (cách điệu khác là JW4) là một bộ phim hành động neo-noir của Mỹ do Chad Stahelski đạo diễn và Shay Hatten và Michael Finch viết kịch bản. Là phần tiếp theo của Sát thủ John Wick: Phần 3 – Chuẩn bị chiến tranh (2019), đây là phần phim thứ tư trong loạt phim John Wick. Với sự tham gia của Keanu Reeves trở lại với vai chính, quá trình quay phim diễn ra ở Berlin, Paris, Osaka và Thành phố New York từ tháng 6 đến tháng 10 năm 2021.
Phim được ra rạp tại Hoa Kỳ vào ngày 24 tháng 3 năm 2023, bởi Lionsgate. Ban đầu được ấn định phát hành vào ngày 21 tháng 5 năm 2021, bộ phim bị trì hoãn bởi đại dịch COVID-19 cũng như hợp đồng của Reeves với bộ phim Ma trận: Hồi sinh (2021).

## Tiền đề
John Wick (Keanu Reeves) khám phá ra con đường đánh bại High Table. Nhưng trước khi có thể kiếm được tự do, Wick phải đối đầu với một kẻ thù mới với các liên minh hùng mạnh trên toàn cầu và các thế lực biến bạn cũ thành thù.— Lionsgate, 

## Nội dung
Ở Thành phố New York, cựu sát thủ John Wick chuẩn bị trả thù Hội đồng Tối cao (High Table) trong khi trốn bên dưới hệ thống cống ngầm cùng với Vua Ăn Mày (Bowery King). Anh đến Morocco và giết chết Trưởng lão (Elder), người đứng đầu Hội đồng Tối cao. Hầu tước Vincent de Gramont, một thành viên cấp cao trong Hội đồng, cho rằng Winston đã thất bại trong việc giết John nên đã tước chức vụ quản lý của ông, cho nổ bom phá hủy khách sạn Continental, và hành quyết Charon. Vincent sau đó cử Caine - một sát thủ bị mù đã giải nghệ - đi truy sát John, hắn đe dọa sẽ giết con gái của Caine nếu Caine từ chối.
John ẩn náu trong khách sạn Continental ở Osaka, được quản lý bởi bạn cũ của anh là Koji Shimazu. Lực lượng của Hội đồng Tối cao cùng với Caine đến nơi để kiểm tra khách sạn. Koji và thuộc hạ của ông muốn bảo vệ John nên cả hai phe đã xảy ra giao chiến dữ dội. John tiêu diệt được nhiều sát thủ, chạm trán Caine trong giây lát và chạy thoát thành công. Lúc này một thợ săn tiền thưởng có biệt danh Mr. Nobody vẫn luôn theo dõi John. Koji cố gắng ngăn cản Caine, Caine miễn cưỡng giết chết Koji và tha mạng cho Akira Shimazu, con gái của Koji.
John trở về New York và gặp Winston tại ngôi mộ của Charon. Winston khuyên John hãy thách Vincent đấu tay đôi theo Luật Xưa của Hội đồng Tối cao. Chiến thắng sẽ giúp John không còn bị ràng buộc với Hội đồng, nhưng để có cơ hội thách đấu thì anh phải đại diện cho một gia tộc tội phạm. John sau đó tìm đến tổ chức tội phạm Ruska Roma toạ lạc tại Berlin, Đức mà năm xưa anh từng gắn bó để xin gia nhập lại. Người em gái nuôi Katia chấp nhận John với điều kiện anh phải giết được Killa Harkan, kẻ đã sát hại người ba của cô. Ở Berlin, John đối mặt với Harkan tại hộp đêm của hắn. Caine và Mr. Nobody giúp John tiêu diệt thuộc hạ của Harkan, và John đã giết chết Harkan.
Ở Paris, John và Vincent thỏa thuận về thể lệ giao đấu, cả hai sẽ đấu bằng súng lục ở Nhà thờ Sacré-Cœur vào lúc bình minh. Nếu John thắng thì anh sẽ được tự do, Winston sẽ được khôi phục chức vụ quản lý trong khách sạn Continental được xây dựng lại. Nhưng nếu John đến trễ thì cả anh và Winston sẽ bị hành quyết. Hầu tước không muốn John đến đúng giờ nên đã treo thưởng 26 triệu USD cho ai giết được John, khiến nhiều sát thủ tấn công anh. John vất vả chiến đấu vượt qua bọn sát thủ và đến nhà thờ kịp lúc.
Vincent buộc Caine thay hắn đấu súng với John. Trong trận đấu, mặc dù John bị trọng thương nhưng anh vẫn có thể bắn chết Vincent khi hắn bước ra định kết liễu anh. John đã giành chiến thắng, anh và Caine đều được tự do khỏi Hội đồng Tối cao, và Winston được khôi phục chức vụ. John nhớ lại cuộc đời mình và hình ảnh người vợ quá cố Helen trước khi gục ngã ngay tại bậc thang của nhà thờ. Một thời gian sau, ở New York, Winston và Vua Ăn Mày nói lời tạm biệt trước ngôi mộ của John, nằm bên cạnh mộ của Helen.
Trong cảnh After Credit, Caine trở lại Paris để đoàn tụ với con gái ông, đúng lúc đó Akira xuất hiện với con dao trên tay chuẩn bị giết ông để trả thù cho ba cô, Koji Shimazu.

## Diễn viên
- Keanu Reeves trong vai Jardani Jovanovich / Jonathan "John" Wick, một sát thủ và sát thủ chuyên nghiệp, người đã nổi tiếng huyền thoại nhờ bộ kỹ năng của mình và hiện đang bị Hội đồng Tối cao săn lùng.
- Bill Skarsgård trong vai Hầu tước Vincent de Gramont, một thành viên của Hội đồng Tối cao bị John Wick thách thức.
- Laurence Fishburne trong vai The Bowery King, một cựu trùm tội phạm ngầm đã bị High Table bỏ mặc cho đến chết, kẻ tài trợ cho John Wick.[5]
- Ian McShane trong vai Winston Scott, quản lý khách sạn Continental ở New York và là bạn của John Wick.[6]
- Hiroyuki Sanada trong vai Koji Shimazu, quản lý khách sạn Continental ở Osaka và bạn thuở nhỏ của John Wick.
- Chân Tử Đan trong vai Caine, một sát thủ mù của Hội đồng Tối cao và là bạn cũ của John Wick.
- Lance Reddick trong vai Charon, nhân viên hướng dẫn tại khách sạn Continental ở New York.
- Scott Adkins trong vai Killa Harkan
- Clancy Brown trong vai The Harbinger[7]
- Shamier Anderson trong vai The Tracker / Mr. Nobody
- Marko Zaror trong vai Chidi
- George Georgiou trong vai Trưởng lão, "Người đàn ông trên Hội đồng Tối cao". Georgiou thay thế Saïd Taghmaoui, người đóng vai nhân vật này trong John Wick: Chapter 3 – Parabellum (2019).[8][9]
- Rina Sawayama trong vai Akira Shimazu[10][11]
- Natalia Tena[12][13] trong vai Katia
- Bridget Moynahan trong vai Helen Wick, người vợ quá cố của John Wick.

## Sản xuất

### Phát triển
Ngày 20 tháng 5, 2019, sau khi công chiếu phần phim Chuẩn bị chiến tranh, hãng Lionsgate đã công bố về việc phần phim thứ tư đang sẵn sàng để được thực hiện. Người hâm mộ cũng nhận được thông tin cập nhật về ngày phát hành của phim sẽ dự kiến là ngày 21 tháng 5 năm 2021.
Trước sự ra mắt của phần phim thứ ba, đạo diễn Chad Stahelski cũng đã xác nhận trên Reddit rằng đã có một cuộc thảo luận về một phần phim hậu truyện tiếp theo và ông sẽ tham gia nó nếu phần thứ ba thành công. Bất chấp thông báo này vào thời điểm đó, vẫn chưa có thông tin xác nhận về việc liệu ngôi sao Keanu Reeves sẽ trở lại trong phần mới hay không. Tuy nhiên, trong bài phỏng vấn với GQ, nam diễn viên đã nói rằng anh sẽ tiếp tục vai diễn này miễn là khán giả muốn điều đó "Đôi chân của tôi có thể đưa tôi đi xa hơn, xa hơn nơi mà các khán giả muốn đi".
Stahelski sau đó đã nói đùa về thông tin của phần phim thứ tư trong một cuộc phỏng vấn với IndieWire, anh đã nói rằng Wick sẽ không kết thúc phần phim thứ tư trong "một cái kết có hậu","John có thể sẽ sống sót sau tất cả những điều tồi tệ này nhưng cuối cùng sẽ không có cái kết có hậu. Anh ấy sẽ không còn nơi nào để đi. Thành thật mà nói, tôi đang thách thức bạn ngay bây giờ, đây là một câu hỏi cho bạn: Làm thế nào để bạn muốn tôi kết thúc nó? sẽ [bỏ đi], mọi thứ ổn chứ? Anh ấy sắp phải lòng một mối tình? Nếu bạn là anh chàng chết tiệt này, nếu anh chàng này [đã] thực sự tồn tại, ngày của anh ấy sẽ kết thúc thế nào? Anh ta sẽ chết oách cho phần còn lại của cuộc đời mình. Đó chỉ là vấn đề về thời gian." Thêm vào đó, Stahelski cũng trêu chọc về số phận của nhân vật Winston trong phần phim thứ tư này, anh nói rằng "Anh ta định bắn bản thân mình. Anh ta có ý định giết bản thân anh ta? Điều đó là hoàn toàn mở để giải thích, và đó là nơi chúng tôi chọn một số những câu hỏi chưa được trả lời trong John Wick 4." Hãng phim đã được chọn chuyển nhượng từ cha đẻ của loạt phim Derek Kolstad và thay vào đó, họ chọn Shay Hatten chấp bút cho kịch bản của phim vào tháng 5 năm 2020.  Vào tháng 3 năm 2021, vị trí biên kịch được chuyển giao lại cho Michael Finch, biên kịch của Quái thú vô hình (2010).
Vào ngày 1 tháng 5 năm 2020, IndieWire tiết lộ rằng bộ phim thứ tư này đã bị trì hoãn ngày phát hành sang tháng 5 năm 2022 do ảnh hưởng của đại dịch COVID-19 cũng như cam kết của Reeves đối với bộ phim Ma trận: Hồi sinh, dự kiến sẽ được phát hành vào cùng ngày ra mắt ban đầu của John Wick phần 4. "Ma trận 4 chỉ mới được bốn tuần khi tất cả điều này xảy ra [quá trình sản xuất của Ma trận 4 bị tạm dừng], Stahelski nói, "Vì vậy, Keanu phải hoàn thành hợp đồng của mình với Ma trận, đó là một việc lớn và tôi nghĩ rằng có lẽ nó sẽ khiến anh ta mất thời gian đến cuối năm. Sau đó, chúng tôi phải chuyển sang chế độ chuẩn bị của mình và tiếp theo chúng tôi sẽ bắt đầu. Vì vậy, ngày phát hành... ai mà biết ngay được bây giờ."
Khi phần phim thứ tư được công bố, Reeves được tiiest lộ rằng anh sẽ bắt đầu buổi huấn luyện của mình cho cả John Wick 4 và Ma trận 4.

### Tiền kỳ
Đầu tháng 8 năm 2020, CEO Jon Feltheimer của hãng phim Lionsagte đã phát biểu trong một cuộc gọi thu nhập, "Chúng tôi đang bận rộn chuẩn bị kịch bản cho hai phần tiếp theo của loạt phim hành động John Wick, với John Wick 4 dự kiến sẽ ra rạp vào cuối Tuần lễ Chiến sĩ tvong trận năm 2022. Chúng tôi hy vọng cả hai phần John Wick 4 và 5 sẽ quay trở lại khi Keanu sẵn sàng để tham gia trong đầu năm sau."
Vào tháng 5 năm 2021, có thông báo về việc Rina Sawayama sẽ tham gia bộ phim điện ảnh đầu tiên của mình là John Wick: Chapter 4. Một tháng sau đó, Laurence Fishburne, Hiroyuki Sanada, Chân Tử Đan, Bill Skarsgård, Shamier Anderson và Scott Adkins lần lượt góp mặt vào dàn diễn viên của phim. Ban đầu Sanada được đàm phán để thủ vai nhân vật Zero trong Phần 3 tuy nhiên anh đã bỏ ngang để tham gia bộ phim Avengers: Hồi kết.  Vào tháng 7 năm 2021, Lance Reddick được xác nhận sẽ trở lại với vai diễn Charon của mình và Ian McShane cũng đồng thời sẽ tiếp tục vai diễn Winston trong các phần phim trước. Vào tháng 8 năm đó, Clancy Brown là cái tên tiếp theo được lựa chọn để tham gia vào phim.

### Quay phim
Quá trình sản xuất bộ phim bắt đầu vào ngày 28 tháng 6 năm 2021 tại Berlin và Paris trong thời gian đại dịch COVID-19 đang diễn ra, ngoài ra các cảnh quay bổ sung cũng được tiến hành tại Nhật Bản và thành phố New York. Bộ phim chính thức đóng máy vào ngày 27 tháng 10 năm 2021.

## Phát hành

### Công chiếu
John Wick: Chapter 4  được công chiếu vào 24 tháng 3, 2023. Sau tuần lễ ra mắt Chuẩn bị chiến tranh, hãng Lionsgate chính thức công bố về ngày dự kiến công chiếu của phần phim thứ tư là ngày 21 tháng 5 năm 2021. Tuy nhiên ngày phát hành này đã bị trì hoãn sang ngày 27 tháng 5 năm 2022 do sự ảnh hưởng của đại dịch COVID-19.

### Bị ngầm cấm phát hành tại Việt Nam
Phim bị cấm phát hành tại các cụm rạp ở Việt Nam vì có sự tham gia của Chân Tử Đan, người từng lên tiếng ủng hộ đường chín đoạn.

## Tương lai
Keanu Reeves đã tuyên bố rằng anh sẽ tiếp tục làm phần tiếp theo miễn là phần phim trước đó thành công. Lionsgate cũng dự định quay liên tiếp phần 4 và phần 5 tuy nhiên kế hoạch này đã bị hủy bỏ vào tháng 3 năm 2021.